# Kharagpur
Kharagpur (beng. খড়্গপুর) – miasto w Indiach, w stanie Bengal Zachodni. W 2001 r. miasto to na powierzchni 3000 km² zamieszkiwało 207 984 osób.
W mieście rozwinął się przemysł chemiczny, obuwniczy, spożywczy oraz metalowy.